# Robert Farah Maksúd
Robert Charbel Farah Maksúd (* 20. ledna 1987 Montréal) je kolumbijský profesionální tenista narozený v Kanadě, který s Juanem Sebastiánem Cabalem vyhrál mužské čtyřhry ve Wimbledonu 2019 a na US Open 2019. Od července 2019 do dubna 2021 byl světovou jedničkou ve čtyřhře, kterou se nejdříve stal společně s Cabalem, jakožto padesátý třetí, respektive padesátý čtvrtý takový tenista od zavedení klasifikace ATP v roce 1976. Oba tak jako první Kolumbijci vedli světový žebříček bez rozdílu soutěže. Na čele klasifikace strávil 68 týdnů. Ve své dosavadní kariéře na okruhu ATP Tour vyhrál devatenáct deblových turnaj. Na challengerech ATP a okruhu ITF získal tři tituly ve dvouhře a šestnáct ve čtyřhře.
Na žebříčku ATP byl ve dvouhře nejvýše klasifikován v červnu 2011 na 163. místě a ve čtyřhře pak v červenci 2019 na 1. místě. Trénuje ho Jeff Coetzee.
V kolumbijském daviscupovém týmu debutoval v roce 2010 baráží Světové skupiny proti Spojeným státům americkým, v níž prohrál po boku Cabala čtyřhru s Isnerem a Fishem. Američané zvítězili 3:1 na zápasy. Do září 2023 v soutěži nastoupil k dvaceti čtyřem mezistátním utkáním s bilancí 1–3 ve dvouhře a 16–8 ve čtyřhře.
Kolumbii reprezentoval na Letních olympijských hrách 2016 v Riu de Janeiru. Do mužské čtyřhry nastoupil s Juanem Sebastiánem Cabalem. Soutěž opustili ve druhém kole na raketách Američanů Steva Johnsona a Jacka Socka.
Na Panamerických hrách 2011 v mexické Guadalajaře získal zlatou medaili ve dvouhře a s Cabalem také ve čtyřhře.

## Soukromý život
Narodil se roku 1987 v kanadském Montréalu. Otec Patrick Farah Maksúd jej jako tenisový trenér přivedl ve třech letech k tenisu. Matka Eva Farahová pracovala jako učitelka. Sestra Romy Farahová Maksúdová hrála tenis na Miamské univerzitě.
Robert Farah Maksúd vystudoval ekonomii na Univerzitě Jižní Kalifornie, za níž startoval mezi lety 2007–2010 v tenisovém týmu. V závěrečném ročníku mu patřila první příčka v singlovém a druhá v deblovém žebříčku. Roku 2008 vyhrál s Kaesem Van’t Hofem čtyřhru celoamerického mistrovství NCAA. Do debla také příležitostně nastupoval s budoucím profesionálem Stevem Johnsonem.

### Dopingová kauza
Pozitivní dopingový test na anabolický steroid boldenon měl 17. října 2019 v Cali. Informaci oznámil 14. ledna 2020, s tím že jej Mezinárodní tenisová federace suspendovala a nemohl tak jako deblová světová jednička vytvořit nejvýše nasazený pár ve čtyřhře na nadcházejícím Australian Open 2020. Dva týdny před pozitivním nálezem měl v Šanghaji výsledek negativní, stejně jako dalších patnáct testů během sezóny 2019. Přítomnost anabolik v těle zdůvodnil kontaminovaným kolumbijským masem, které snědl.

## Tenisová kariéra
V rámci hlavních soutěží událostí Futures debutoval v květnu 2003 na turnaji v kolumbijském Cali, kde zasáhl se Santiagem Giraldem do čtyřhry. První turnaj na okruhu ATP Tour odehrál na únorovém SAP Open 2011 v kalifornském San José. Po zvládnuté kvalifikaci jej v úvodním kole dvouhry vyřadil Američan Tim Smyczek.

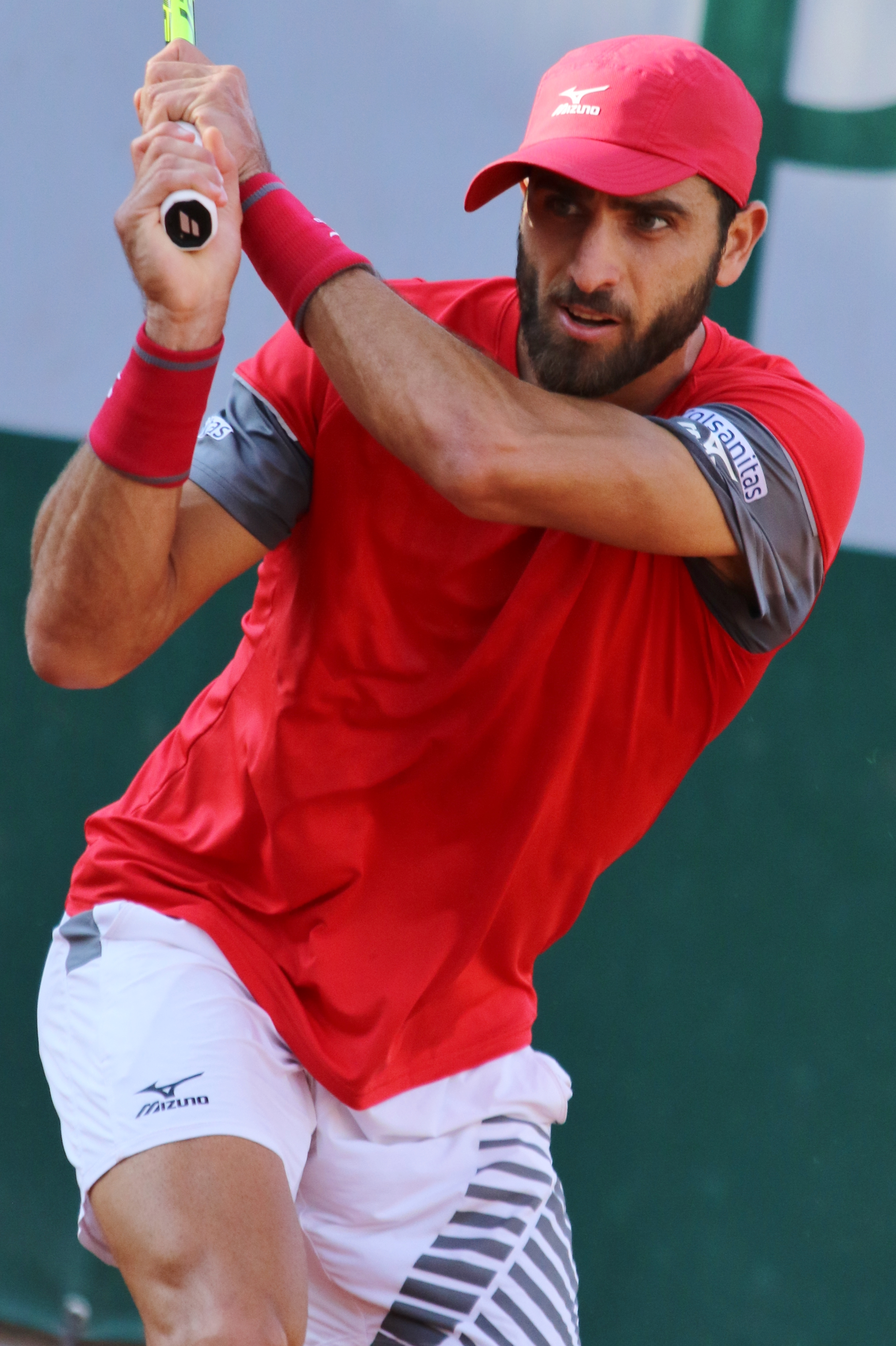
Bekhend na French Open 2018

S krajanem Juanem Sebastiánem Cabalem nastoupil do první deblové soutěže během medellínské události ITF v říjnu 2004. Vypadli ve druhém kole. Stabilní spolupráci navázali o šest sezón později. Impulzem se stal triumf na maracaibském turnaji z června 2010. Debut v hlavní soutěži nejvyšší grandslamové kategorie zaznamenal v mužském deblu Wimbledonu 2011. Po boku Cabala dohráli ve čtvrtfinále. Premiérovou trofej společně získali na antukovém Rio Open 2014 po finálové výhře nad párem David Marrero a Marcelo Melo. Druhý triumf v Riu přidali v roce 2016. V sérii Masters ovládli Rome Masters v letech 2018 a 2019.
Jako poražený finalista odešel ze závěrečných zápasů smíšené čtyřhry ve Wimbledonu 2016 a na French Open 2017, na nichž startoval s Němkou Annou-Lenou Grönefeldovou. V boji o deblový titul Australian Open 2018 s Farahem nestačili na rakousko-chorvatskou dvojici Oliver Marach a Mate Pavić.
V červenci 2018 mu byl uložen podmíněný tříměsíční trest za propagaci kanceláře kurzového sázení na twitterovém účtu. V případě dalšího porušení protikorupčních pravidel mu s tříměsíčním zákazem hrozila pokuta 5 tisíc dolarů.
Ve Wimbledonu 2019 vytvořil s Cabalem druhý nasazený pár. Při 31. grandslamové účasti se ocitli na prahu vyřazení ve čtvrtfinále, v němž odvrátili pět mečbolů nizozemsko-rumunské dvojici Jean-Julien Rojer a Horia Tecău. Ve finálovém pětisetovém boji pak přehráli francouzské turnajové jedenáctky Nicolase Mahuta s Édouardem Rogerem-Vasselinem. Utkání trvalo 4.56 hodin a úvodní čtyři sady rozhodl až tiebreak. Triumfem se stali první ryze kolumbijskou dvojicí, která vyhrála grandslam a premiérově vystoupali na vrchol deblového žebříčku ATP, kde vystřídali 41letého Mika Bryana. Na US Open 2019 opět nenašli přemožitele. Ve finále, které znamenalo jubilejní 400. společnou výhru na okruhu ATP Tour, porazili španělsko-argentinské turnajové osmičky Marcela Granollerse s Horaciem Zeballosem po dvousetovém průběhu. Jako šestá dvojice otevřené éry ovládli Wimbledon i Flushing Meadows v jedné sezóně.

## Finále na Grand Slamu

### Mužská čtyřhra: 3 (2–1)
| Stav      | rok  | turnaj          | povrch | spoluhráč            | soupeři ve finále                    | výsledek                                    |
| --------- | ---- | --------------- | ------ | -------------------- | ------------------------------------ | ------------------------------------------- |
| Finalista | 2018 | Australian Open | tvrdý  | Juan Sebastián Cabal | Oliver Marach Mate Pavić             | 4–6, 4–6                                    |
| Vítěz     | 2019 | Wimbledon       | tráva  | Juan Sebastián Cabal | Nicolas Mahut Édouard Roger-Vasselin | 6–7(5–7), 7–6(7–5), 7–6(8–6), 6–7(5–7), 6–3 |
| Vítěz     | 2019 | US Open         | tvrdý  | Juan Sebastián Cabal | Marcel Granollers Horacio Zeballos   | 6–4, 7–5                                    |

### Smíšená čtyřhra: 2 (0–2)
| Stav      | rok  | turnaj      | povrch | spoluhráčka            | soupeři ve finále                | výsledek          |
| --------- | ---- | ----------- | ------ | ---------------------- | -------------------------------- | ----------------- |
| Finalista | 2016 | Wimbledon   | tráva  | Anna-Lena Grönefeldová | Heather Watsonová Henri Kontinen | 6–7(5–7), 4–6     |
| Finalista | 2017 | French Open | antuka | Anna-Lena Grönefeldová | Gabriela Dabrowská Rohan Bopanna | 6–2, 2–6, [10–12] |

## Finále na okruhu ATP Tour

### Čtyřhra: 42 (19–23)
| Legenda                     |
| Grand Slam (2–1)            |
| Turnaj mistrů (0)           |
| ATP Tour Masters 1000 (2–5) |
| ATP Tour 500 (6–4)          |
| ATP Tour 250 (9–13)         |

| Stav      | č.  | datum             | turnaj                                | povrch     | spoluhráč            | soupeři ve finále                     | výsledek                                    |
| --------- | --- | ----------------- | ------------------------------------- | ---------- | -------------------- | ------------------------------------- | ------------------------------------------- |
| Finalista | 1.  | 22. července 2012 | Gstaad, Švýcarsko                     | antuka     | Santiago Giraldo     | Marcel Granollers Marc López          | 4–6, 6–7(9–11)                              |
| Finalista | 2.  | 25. května 2013   | Nice, Francie                         | antuka     | Juan Sebastián Cabal | Johan Brunström Raven Klaasen         | 3–6, 2–6                                    |
| Finalista | 3.  | 5. ledna 2014     | Brisbane, Austrálie                   | tvrdý      | Juan Sebastián Cabal | Mariusz Fyrstenberg Daniel Nestor     | 7–6(7–4), 4–6, [7–10]                       |
| Finalista | 4.  | 9. února 2014     | Viña del Mar, Chile                   | antuka     | Juan Sebastián Cabal | Oliver Marach Florin Mergea           | 3–6 4–6                                     |
| Vítěz     | 1.  | 23. února 2014    | Rio de Janeiro, Brazílie              | antuka     | Juan Sebastián Cabal | David Marrero Marcelo Melo            | 6–4, 6–2                                    |
| Finalista | 5.  | 2. března 2014    | São Paulo, Brazílie                   | antuka (h) | Juan Sebastián Cabal | Guillermo García-López Philipp Oswald | 7–5, 4–6, [13–15]                           |
| Finalista | 6.  | 30. března 2014   | Miami, Spojené státy                  | tvrdý      | Juan Sebastián Cabal | Bob Bryan Mike Bryan                  | 6–7(8–10), 4–6                              |
| Vítěz     | 2.  | 23. srpna 2014    | Winston-Salem, Spojené státy          | tvrdý      | Juan Sebastián Cabal | Jamie Murray John Peers               | 6–3, 6–4                                    |
| Vítěz     | 3.  | 15. února 2015    | São Paulo, Brazílie                   | antuka (h) | Juan Sebastián Cabal | Paolo Lorenzi Diego Schwartzman       | 6–4, 6–2                                    |
| Vítěz     | 4.  | 23. května 2015   | Ženeva, Švýcarsko                     | antuka     | Juan Sebastián Cabal | Raven Klaasen Lu Jan-sun              | 7–5, 4–6, [10–7]                            |
| Finalista | 7.  | 25. července 2015 | Bastad, Švédsko                       | antuka     | Juan Sebastián Cabal | Jérémy Chardy Łukasz Kubot            | 7–6(8–6), 3–6, [8–10]                       |
| Finalista | 8.  | 2. srpna 2015     | Hamburk, Německo                      | antuka     | Juan Sebastián Cabal | Jamie Murray John Peers               | 6–2, 3–6, [8–10]                            |
| Finalista | 9.  | 11. října 2015    | Tokio, Japonsko                       | tvrdý      | Juan Sebastián Cabal | Raven Klaasen Marcelo Melo            | 6–7(5–7), 6–3, [7–10]                       |
| Vítěz     | 5.  | 14. února 2016    | Buenos Aires, Argentina               | antuka     | Juan Sebastián Cabal | Íñigo Cervantes Paolo Lorenzi         | 6–3, 6–0                                    |
| Vítěz     | 6.  | 21. února 2016    | Rio de Janeiro, Brazílie (2)          | antuka     | Juan Sebastián Cabal | Pablo Carreño Busta David Marrero     | 7–6(7–5), 6–1                               |
| Finalista | 10. | 1. května 2016    | Mnichov, Německo                      | antuka     | Juan Sebastián Cabal | Henri Kontinen John Peers             | 3–6, 6–3, [7–10]                            |
| Vítěz     | 7.  | 21. května 2016   | Nice, Francie                         | antuka     | Juan Sebastián Cabal | Mate Pavić Michael Venus              | 4–6, 6–4, [10–8]                            |
| Vítěz     | 8.  | 23. října 2016    | Moskva, Rusko                         | tvrdý (h)  | Juan Sebastián Cabal | Julian Knowle Jürgen Melzer           | 7–5, 4–6, [10–5]                            |
| Vítěz     | 9.  | 19. února 2017    | Buenos Aires, Argentina (2)           | antuka     | Juan Sebastián Cabal | Santiago González David Marrero       | 6–1, 6–4                                    |
| Finalista | 11. | 25. února 2017    | Rio de Janeiro, Brazílie              | antuka     | Juan Sebastián Cabal | Pablo Carreño Busta Pablo Cuevas      | 4–6, 7–5, [8–10]                            |
| Finalista | 12. | 30. dubna 2017    | Budapešť, Maďarsko                    | antuka     | Juan Sebastián Cabal | Brian Baker Nikola Mektić             | 6–7(2–7), 4–6                               |
| Vítěz     | 10. | 7. května 2017    | Mnichov, Německo                      | antuka     | Juan Sebastián Cabal | Jérémy Chardy Fabrice Martin          | 6–3, 6–3                                    |
| Finalista | 13. | 30. května 2017   | Ženeva, Švýcarsko                     | antuka     | Juan Sebastián Cabal | Jean-Julien Rojer Horia Tecău         | 6–2, 6–7(9–11), [6–10]                      |
| Finalista | 14. | 27. ledna 2018    | Australian Open, Melbourne, Austrálie | tvrdý      | Juan Sebastián Cabal | Oliver Marach Mate Pavić              | 4–6, 4–6                                    |
| Finalista | 15. | 18. února 2018    | Buenos Aires, Argentina               | antuka     | Juan Sebastián Cabal | Andrés Molteni Horacio Zeballos       | 3–6, 7–5, [3–10]                            |
| Vítěz     | 11. | 20. května 2018   | Řím, Itálie                           | antuka     | Juan Sebastián Cabal | Pablo Carreño Busta João Sousa        | 3–6, 6–4, [10–4]                            |
| Finalista | 16. | 19. srpna 2018    | Cincinnati, Spojené státy             | tvrdý      | Juan Sebastián Cabal | Jamie Murray Bruno Soares             | 6–4, 3–6, [6–10]                            |
| Finalista | 17. | 12. ledna 2019    | Sydney, Austrálie                     | tvrdý      | Juan Sebastián Cabal | Jamie Murray Bruno Soares             | 4–6, 3–6                                    |
| Vítěz     | 12. | 28. dubna 2019    | Barcelona, Španělsko                  | antuka     | Juan Sebastián Cabal | Jamie Murray Bruno Soares             | 6–4, 7–6(7–4)                               |
| Vítěz     | 13. | 19. května 2019   | Řím, Itálie (2)                       | antuka     | Juan Sebastián Cabal | Raven Klaasen Michael Venus           | 6–1, 6–3                                    |
| Vítěz     | 14. | 28. června 2019   | Eastbourne, Spojené království        | tráva      | Juan Sebastián Cabal | Máximo González Horacio Zeballos      | 3–6, 7–6(7–4), [10–6]                       |
| Vítěz     | 15. | 13. července 2019 | Wimbledon, Londýn, Spojené království | tráva      | Juan Sebastián Cabal | Nicolas Mahut Édouard Roger-Vasselin  | 6–7(5–7), 7–6(7–5), 7–6(8–6), 6–7(5–7), 6–3 |
| Finalista | 18. | 19. srpna 2019    | Cincinnati, Spojené státy             | tvrdý      | Juan Sebastián Cabal | Ivan Dodig Filip Polášek              | 6–4, 4–6, [6–10]                            |
| Vítěz     | 16. | 7. září 2019      | US Open, New York, Spojené státy      | tvrdý      | Juan Sebastián Cabal | Marcel Granollers Horacio Zeballos    | 6–4, 7–5                                    |
| Finalista | 19. | únor 2020         | Acapulko, Mexiko                      | tvrdý      | Juan Sebastián Cabal | Łukasz Kubot Marcelo Melo             | 6–7(6–8), 7–6(7–4), [9–11]                  |
| Finalista | 20. | říjen 2020        | Pula, Itálie                          | antuka     | Juan Sebastián Cabal | Marcus Daniell Philipp Oswald         | 3–6, 4–6                                    |
| Finalista | 21. | únor 2021         | Melbourne, Austrálie                  | tvrdý      | Juan Sebastián Cabal | Jamie Murray Bruno Soares             | 3–6, 6–7(7–9)                               |
| Vítěz     | 17. | 20. března 2021   | Dubaj, Spojené arabské emiráty        | tvrdý      | Juan Sebastián Cabal | Nikola Mektić Mate Pavić              | 7–6(7–0), 7–6(7–4)                          |
| Vítěz     | 18. | 25. dubna 2021    | Barcelona, Španělsko                  | antuka     | Juan Sebastián Cabal | Kevin Krawietz Horia Tecău            | 6–4, 6–2                                    |
| Vítěz     | 19. | 31. října 2021    | Vídeň, Rakousko                       | tvrdý (h)  | Juan Sebastián Cabal | Rajeev Ram Joe Salisbury              | 6–4, 6–2                                    |
| Finalista | 22. | duben 2022        | Monte-Carlo, Monako                   | antuka     | Juan Sebastián Cabal | Rajeev Ram Joe Salisbury              | 4–6, 6–3, [7–10]                            |
| Finalista | 23. | květen 2022       | Madrid, Španělsko                     | antuka     | Juan Sebastián Cabal | Wesley Koolhof Neal Skupski           | 7–6(7–4), 4–6, [5–10]                       |

## Finále na challengerech ATP a okruhu Futures

### Dvouhra: 5 (3–2)
| Legenda           |
| ----------------- |
| Challengery (1–2) |
| Futures (2–0)     |

| Stav      | č. | datum             | turnaj                  | povrch | soupeř ve finále     | výsledek           |
| --------- | -- | ----------------- | ----------------------- | ------ | -------------------- | ------------------ |
| Vítěz     | 1. | 7. června 2010    | Maracaibo, Venezuela    | tvrdý  | Iván Miranda         | 6–3, 7–6(7–3)      |
| Vítěz     | 2. | 21. června 2010   | Barquisimeto, Venezuela | tvrdý  | Iván Endara          | 6–4, 6–2           |
| Vítěz     | 1. | 12. července 2010 | Bogotá, Kolumbie        | antuka | Carlos Salamanca     | 6–3, 2–6, 7–6(7–3) |
| Finalista | 1. | 16. září 2011     | Aguascalientes, Mexiko  | antuka | Juan Sebastián Cabal | 6–4, 7–6(7–3)      |
| Finalista | 2. | 6. srpna 2012     | Aptos, Spojené státy    | tvrdý  | Steve Johnson        | 6–3, 6–3           |